# Explosão numa fábrica de munições de Jaʿār
A explosão de fábrica de munições de Jaʿār deu-se quando uma explosão de fábrica de munições ocorreu em 28 de Março de 2011, na aldeia de Khanfar, Abyan, na fronteira com a cidade de Jaʿār na província de Abyan, Sul do Iémen, matando 124 pessoas. A explosão ocorreu um dia depois de cerca de 30 suspeitos armados da Al-Qaeda os militantes invadirem a "saída 7" da fábrica de munições na cidade, roubando caixas de munição e pólvora deixando expostos no local; militantes assumiram um outro vizinho munições de fábrica em Khanfar. Segundo a Al-Jazeera, o fogo inicial teria sido disparado por um morador local, deixando cair um cigarro aceso, enquanto no interior da fábrica saqueados, como alguns estariam a verificar local para armas, o que levou a uma explosão. Foi alto o suficiente para ser ouvida cerca de 15 km da fábrica, e deixou muitos corpos carbonizados no local. Compilar o número de mortos tornou-se mais difícil, pois muitos corpos foram encontrados completamente queimado completamente. Alguns dos feridos foram levados para Jaʿār para o tratamento, enquanto outros receberam tratamento em um hospital de Áden.